# Craterus (diadoch)
Craterus (ca. 370 – 321 v.Chr.) was een hoge officier en gunsteling van Alexander de Grote. Hij was een van de diadochen.

## Biografie
In de Slag aan de Granicus in 334 v.Chr. voerde hij het bevel over een bataljon infanteristen, en in de slagen bij Issus (333 v.Chr.), Tyrus (332 v.Chr.) en Gaugamela (331 v.Chr.) onderscheidde hij zich als hoofdofficier.
Na de executie van Parmenion werd hij feitelijk Alexanders eerste plaatsvervanger en in die hoedanigheid maakte hij zich bijzonder verdienstelijk tijdens de militaire operaties in Bactrië en de Indische campagne.
Nadat hij te Susa in het huwelijk was getreden met een Perzische prinses, ontving hij in 324 v.Chr. de opdracht om tienduizend eervol ontslagen Macedonische veteranen naar hun vaderland Macedonië terug te voeren en de bejaarde Antipater op te volgen als stadhouder van Macedonië en Griekenland.
Na de dood van Alexander in 323 v.Chr. wist hij samen met Antipater de Lamische Oorlog tot een goed einde te brengen. Vervolgens huwde hij nog met Antipaters dochter Phila en trok hij samen met zijn schoonvader te velde tegen Perdiccas. Hij sneuvelde in 321 v.Chr. bij de Hellespont, tijdens een gevecht tegen Perdiccas' bondgenoot Eumenes.

## Een oordeel
Craterus gold algemeen als de meest bekwame militair uit het onmiddellijke gevolg van Alexander de Grote. Hij zou wellicht nog een beslissende rol hebben kunnen spelen in de diadochenstrijd, als hij niet was gesneuveld.
Philippus' generaals
Attalus · Parmenion · Antipater · Eumenes
Somatophylax (Alexanders lijfwacht)
Aristonous · Arybas · Balacrus · Demetrius · Lysimachus · Ptolemaeus (zoon van Seleucus) · Peithon · Hephaestion · Menes · Leonnatus · Perdiccas · Ptolemaeus · Peucestas
Satrapen na de Rijksdeling van Babylon
Antipater (Macedonië en Griekenland · Philo (Illyrië) · Lysimachus (Thracië) · Leonnatus (Frygië) · Antigonos(Frygië aan de Hellespont) · Asander (Karië) ·Nearchos (Lycië en Pamphylië) · Menander (Lydië) · Philotas (Cilicië) · Eumenes (Cappadocië en Paphlagonië) · Ptolemaeus (Egypte) · Laomedon van Mytilene (Syrië) · Neoptolemus (Armenië) · Peucestas (Babylonië) · Arcesilaus (Mesopotamië) · Peithon (Medië) · Tlepolemus (Perzië) · Nicanor (Parthië) · Antigenes (Susiana) · Archon (Pelasgia) · Philippus (Hyrcanië) · Stasanor (Arië en Drangiana) · Sibyrtius (Arachosië en Gedrosië) · Amyntas (Bactrië) · Scythaeus (Sogdiana)
Satrapen na de Rijksdeling van Triparadisus
Antipater (Macedonië en Griekenland) · Lysimachus (Thracië) · Arrhidaeus (Frygië aan de Hellespont) · Antigonos (Frygië, Lycië en Pamphylië) · Cassander (Carië) · Clitus de Witte (Lydië) · Philoxenus (Cilicië) · Nicanor (Cappadocië en Paphlagonië) · Ptolemaeus (Egypte) · Laomedon van Mytilene (Syrië) · Peucestas (Perzië) · Amphimachus (Mesopotamië) · Peithon (Medië) · Tlepolemus (Carmanië) · Philippus (Parthië) · Antigenes (Susiana) · Seleucus (Babylonië) · Stasanor (Bactrië en Sogdiana) · Stasander (Arië en Drangiana) · Sibyrtius (Arachosië en Gedrosië)
Cavaleriegeneraals
Perdiccas · Hephaestion · Philotas · Ptolemaeus · Clitus de Zwarte · Antigonos · Lysimachus · Menander · Leonnatus · Laomedon van Mytilene · 
Neoptolemus · Erigyius · Aretes · Ariston van Paionia
Infanteriegeneraals
Meleager · Craterus · Seleucus · Polyperchon · Antigenes · Coenus · Ptolemaeus (zoon van Seleucus)
Andere generaals
Alcetas · Amphimachus · Amyntas ·  Arcesilaus · Archon · Asander · Clitus de Witte · Nearchus · Nicanor · Nicanor · Peithon · Peucestas · Philippus · Philo · Philotas · Philoxenus · Scythaeus · Sibyrtius · Stasanor · Stasander · Tlepolemus